# Super Smash Bros. Melee
Super Smash Bros. Melee, is een populair vechtspel dat kort na de lancering van de GameCube in 2002 uitkwam voor deze spelcomputer. Het spel werd in Japan uitgebracht onder de naam Dairantō Smash Brothers DX (大乱闘 スマッシュ ブラザーズ DX, Dairantō Sumasshu Burazāzu Derakkusu).
Het is het tweede spel in de serie en opvolger van het uit 1999 daterende Super Smash Bros. voor de Nintendo 64. Het werd opgevolgd door Super Smash Bros. Brawl op de Wii. Het spel gaat verder waar het eerste deel stopte, hierdoor zijn er veel meer nieuwe mogelijkheden en functies.

## Gameplay
Net als zijn voorganger, is Super Smash Bros. Melee anders dan de meeste traditionele vechtspellen doordat schade toebrengen niet altijd de overwinning betekent. Tijdens een normaal gevecht, dient de speler de tegenstander uit het veld te slaan, wat ook wel een "KO" wordt genoemd; in de meeste vechtspellen wordt dit ook wel Ring Out genoemd. De meeste aanvallen brengen de vijand schade toe en kunnen de vijand ook een eind weg laten vliegen; met meer schade vliegt de vijand verder weg, er zal dus eerst flink wat schade moeten worden toegebracht. De gezondheid van elke speler wordt bijgehouden via een schademeter, in percentages. Een speler met een hoger percentage zal verder weg worden geslagen door dezelfde aanval, zodat de kans groter wordt dat de speler een leven verliest als het geraakt wordt door een sterke aanval. Mocht de aanval toch niet sterk genoeg zijn geweest, dan is het nog steeds mogelijk dat de speler terugkomt in het level door verschillende sprongen te maken of speciale aanvallen te gebruiken.
Tijdens het gevecht, kunnen objecten die gerelateerd zijn aan Nintendo games uit de lucht op het speelveld vallen (o.a. Super Mushrooms, Poison Mushrooms, Poké Balls en Koopa Shells). De snelheid van het spel is veel hoger dan dat van het originele spel, vooral tijdens het uitvoeren van 'lucht-aanvallen'.
De besturing van Melee is erg eenvoudig: bijna elke aanval in het spel wordt uitgevoerd door op een enkele knop te drukken en de Control Stick een bepaalde kant op te duwen of er snel tegenaan te tikken. Deze besturing is veel makkelijker te onthouden dan dat van de meeste vechtspellen waarin de speler vaak ingewikkelde combinaties van knoppen moet onthouden voor de krachtige aanvallen. Als de Control Stick op het juiste moment in de juiste positie wordt geduwd en tegelijkertijd de juiste knop wordt ingedrukt, zal de speler kunnen rennen, springen en de bekende "Smash aanvallen" kunnen uitvoeren, wat erg krachtige aanvallen zijn (als ze volledig worden opgeladen nóg sterker). Dit spel introduceert een vierde B-knop "speciale aanval" aan elk personages repertoire van aanvallen, terwijl het origineel er hier maar drie van had. Deze nieuwe speciale aanvallen worden uitgevoerd door de B knop in te drukken en naar links of rechts te duwen met de Control Stick. Een paar van deze aanvallen zijn bijvoorbeeld Link's bestuurbare boemerang en Mario's afweer-cape.
Personages hebben ook vele verdedigende aanvallen, zoals het ontwijken en rollen gecombineerd met het schild. Het uitvoeren van enkele acties is eenvoudig, maar door snelle combinaties van ontwijken, rollen en het schild te gebruiken kunnen er veel ingewikkelder manoeuvres worden uitgevoerd. Voorbeelden hiervan zijn wavedash en de schild val.

## Singleplayer
In singleplayer-modus doorloopt de speler veel verschillende gevechten en scrollende levels. De drie hoofdcategorieën zijn "Classic" (net als de singleplayer-modus in het vorige deel, maar hier zijn alle gevechten, behalve de laatste, willekeurig en is het "Board the Platforms" bonus level vervangen door een "Catch the Trophies" level), "Adventure Mode", waarin de speler de scrollende levels doorloopt en ondertussen gevechten moet winnen, en de ontgrendelbare "All-Star Mode"—waarin de speler alle verschillende personages uit het spel moet verslaan met maar drie heart containers en maar één leven. Single player biedt ook de Events mode. De speler dient hierbij een opdracht uit te voeren onder bepaalde omstandigheden.
Ook kan worden geoefend in de Training Mode, of kunnen in het Stadium verschillende minigames worden gespeeld: Target Test ("Break the Targets" in Super Smash Bros.; het personage dient 10 strategisch geplaatste targets te vernielen), Home Run Contest (nadat de Sandbag schade is toegebracht, moet de speler deze zo ver mogelijk wegslaan met de Home Run Bat of een aanval) en Multi-Man Melee (gevechten met de Fighting Wire Frames, met tijdslimiet of een aantal vijanden).

## Speelbare personages
- Mario
- Donkey Kong
- Link
- Samus
- Yoshi
- Kirby
- Fox
- Pikachu
- Luigi

- Captain Falcon
- Ness
- Jigglypuff
- Peach
- Bowser
- Ice Climbers
- Zelda
- Sheik
- Dr. Mario

- Young Link
- Ganondorf
- Falco
- Pichu
- Mewtwo
- Mr. Game & Watch
- Marth
- Roy

## Trivia
- Het spel is opgenomen in het boek 1001 Video Games You Must Play Before You Die van Tony Mott.